# Siergiej Magnitski
Siergiej Leonidowicz Magnitski (ros. Сергей Леонидович Магнитский; ur. 8 kwietnia 1972, zm. 16 listopada 2009) – rosyjski prawnik i whistleblower, który podczas pracy dla rosyjskiego oddziału Hermitage Capital Management ujawnił nadużycia w organach skarbowych Federacji Rosyjskiej. W rezultacie został poddany represjom i osadzony pod fałszywymi zarzutami w areszcie, gdzie zmarł na skutek pobicia przez więziennych funkcjonariuszy.
W 2012 r. brytyjska administracja zakazała wydawania wiz do Wielkiej Brytanii grupie urzędników związanych z jego śmiercią, zaś amerykańska Izba Reprezentantów uchwaliła tzw. ustawę Magnitskiego mającą ten sam skutek.
Na podstawie historii Magnitskiego zostały nakręcone dwa filmy dokumentalne: Justice for Sergei (2012) i Russian Untouchables (2010).
Został pochowany na Cmentarzu Przemienienia Pańskiego w Moskwie.